# Bollmaniulus hewitti
Bollmaniulus hewitti är en mångfotingart som först beskrevs av Chamberlin 1919.  Bollmaniulus hewitti ingår i släktet Bollmaniulus och familjen Parajulidae. Inga underarter finns listade i Catalogue of Life.